# Неотенія

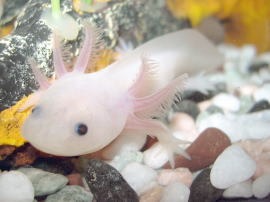
Аксолотль — личинка, що здатна розмножуватись

Неотені́я, педоморфоз (від дав.-гр. néos — незрілий, молодий, та téino — розтягую, подовжую) — затримка онтогенезу у деяких видів організмів із надбанням здатності до статевого розмноження на стадії, що передує дорослому стану.
У тварин при повній неотенії лише статева система личинок досягає рівня розвитку, який характерний для дорослих організмів, а інші системи органів зберігаються в личинковому стані. При неповній (частковій) неотенії личинки довгий час ростуть, не вдаючись до метаморфозу, але здатності до розмноження не набувають.
Здатність до неотенії має пристосувальне значення для тих організмів, в онтогенезі яких відбувається зміна середовища помешкання, причому умови існування дорослої стадії зазнають значних змін, і в окремі роки можуть бути вкрай несприятливими. В таких випадках популяції неотенічних личинок збільшують шанси даного виду на виживання. Неотенія відома у деяких червів, ракоподібних, павукоподібних, комах, особливо широко розповсюджена серед амфібій. Класичним прикладом повної неотенії є деякі популяції саламандр амбістом, статевозрілі водні личинки яких відомі під назвою аксолотлів. В мілких теплих водоймах онтогенез амбістом проходить з метаморфозом, в глибоких холодних — часто спостерігається неотенія.
Неповна неотенія часто спостерігається у деяких видів тритонів. Затримка метаморфозу у неотенічних амфібій пов'язана із зниженою функцією щитоподібної залози. В експериментальних умовах можливо викликати метаморфоз аксолотлей, додаючи у воду препарат, що містить гормон щитоподібної залози — тиреоїдин.
Неотенію треба відрізняти від педогенезу, при якому личинки набувають здатності розмножуватися партеногенезом.
У рослин неотенія відома серед мохоподібних, плауновидних, папоротей, голонасінних та покритонасінних. Наприклад, нею пояснюють походження у останніх жіночого гаметофіту — зародкового мішка. Типовою також є ярусна неотенія, при якій у рослин відбувається фіксація в онтогенезі нижніх ярусів та випадіння з нього всіх наступних.
Шляхом неотенії та наступної еволюції могло виникнути багато сучасних груп організмів: припускають, що так виникли ряд видів червів, пластинчасті, риба-локшина, ряд комах; вважають, що шляхом неотенії наприкінці Мезозойської ери з'явилася така форма суходольних рослин, як трави — до того вони, відповідно до палеонтологічних даних, не існували, а в цей період виникли як неотенічні дерева.